# Vlažna livada
Vlažna livada je vlažno ili poluvlažno stanište, na kome prevladava travna vegetacija. Tijekom većine godine livada je zasićena vodom. Razlozi mogu biti visoka razina podzemnih voda, nedostatnog odvodnjavanja zemljišta, ili velike količine oborina. 

## Poznate vlažne livade u Hrvatskoj
U Hrvatskoj se nalaze primjerice uz rijeku Savu (uključujući Turopolje, Lonjsko i Mokro polje).

## Vanjske poveznice
- Turopoljski lug i vlažne livade uz rijeku Odru